# فلورنس ترنر
فلورنس ترنر (انگلیسی: Florence Turner؛ ۶ ژانویهٔ ۱۸۸۵ – ۲۸ اوت ۱۹۴۶) هنرپیشه، و کارگردان اهل ایالات متحده آمریکا بود. او بین سال‌های ۱۹۰۷ تا ۱۹۴۳ میلادی فعالیت می‌کرد.
از فیلم‌ها یا مجموعه‌های تلویزیونی که وی در آن‌ها نقش داشته است می‌توان به جمع اضداد محال است اشاره نمود.